# 那月茜
那月 茜（なつき あかね）は、日本のタレント、アイドル、歌手、ラジオパーソナリティー。女性アイドルグループ『幸福のクレイス』の元メンバー。アイドルコピーバンド『越前殿方流』のメンバー（ヴォーカル）。
福井県出身。

## 略歴

### 2016年
- 05月:幸福のクレイスとしてデビュー[1]
- 09月:リーダーの卒業により幸福のクレイス 解散
- 09月:NO NAMEとして活動開始
- 09月:ソロ活動開始
- 12月:越前殿方流に那月茜の参加が正式決定[2]
- 12月:NO NAME 解散

### 2017年
- 04月:たんなん夢レディオにて「iPop Station」の放送開始
- 04月:越前殿方流として初ライブ
- 05月:石川県ヲタク文化推進委員会主催すーぱーまにあっくすに出演。福井県外初進出。[3]
- 08月:「那月茜生誕祭2017」開催[4]
- 11月:「FukuiSingerCarnival」にレギュラーシンガーとして参加[5]

### 2018年
- 03月:たんなん夢レディオにて放送していた「iPopStation」の放送終了[6]
- 04月:たんなん夢レディオにて「Carnival☆Station」の放送開始
- 08月:「那月茜生誕祭2018」開催[7]
- 09月:クールイシカワエンタテイメント主催の「北陸アイドルフェスティバル」に初出場[8]
- 11月:m-ravo主催の「北陸アイドルパーク in あわら」に出演[9]

## 出演

### ラジオ
- FBCラジオ
  - ユーグレディオ（2016年7月14日） - 幸福のクレイスとして（担当パーソナリティー岩本和弘・川島秀成）
- たんなん夢レディオ
  - iPopStation（2017年4月 - 2018年3月） - メインパーソナリティ
  - Carnival☆Station（2018年4月 - ） - メインパーソナリティ[10]

### ドラマ
- チア☆ダン（2018年7月） - エキストラ